# Walter Bijou
Walter Bijou byl automobil střední třídy, licenční verze vozu Fiat 514 (1929) vyráběná českou automobilkou Walter. Veřejnosti byl představen v březnu 1931 rozsáhlým článkem v magazínu Auto a později na XXIII. mezinárodním pražském autosalonu v Praze, který se konal ve dnech 22.-28. října 1931, společně s luxusním automobilem Walter Royal a luxusním autobusem Walter D-BUS. V expozici dále byly vystaveny Walter Standard 6, Walter Super 6 a nákladní automobily příp. autobusy Commercial, PN, Universal, a FN/FNA.
Automobil Fiat 514 byl mimo Československa (Walter Bijou) vyráběn licenčně i ve španělské Guadalajaře společností „Fiat Hispania“ v továrně zakoupené od společnosti Hispano-Suiza. Výroba ve Španělsku probíhala od roku 1931 do roku 1935 pod označením „Hispano-514“. 

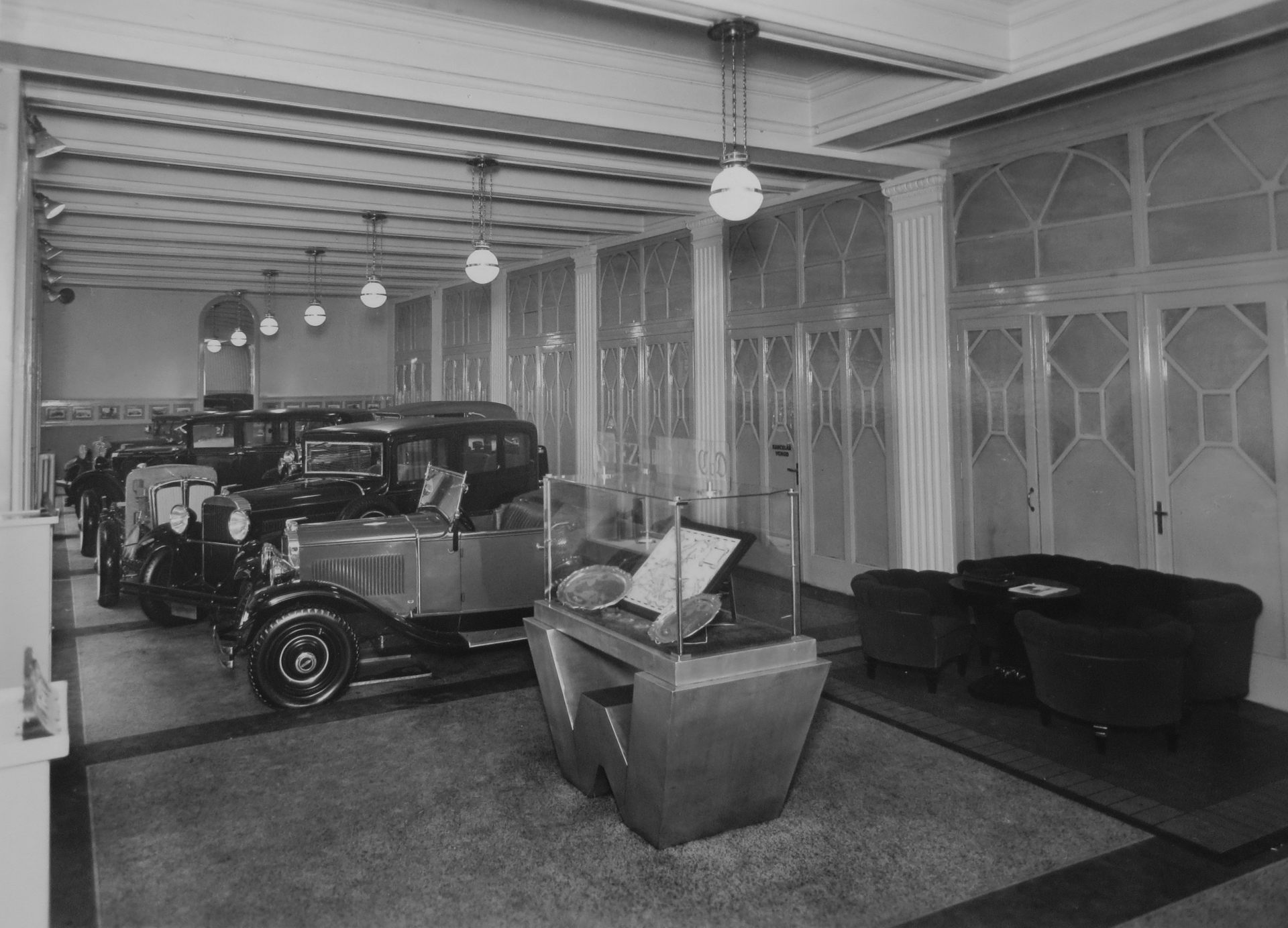
Nová prodejna automobilů Walter v Praze, Nekázanka 857/2 (1932). V popředí kabriolet Walter Bijou.

## Historie
Počátkem 30. let 20. století ochladl zájem o vozy vyšší střední třídy, popř. o luxusní automobily, které továrna, v té době nabízela na trhu. S postupujícím vlivem světové hospodářské krize tlak veřejnosti směřoval k malým popř. středním ale hlavně levným automobilům. Šestiválcové třílitry (6-B, Standard 6, Super 6) nemohly získat širší klientelu.  "Akciová společnost Walter, továrna na automobily a letecké motory“, na rozdíl od ostatní české konkurence (Škoda 430, Praga Piccolo, Tatra 57), neměla připravený vůz nižší střední třídy, a proto rychle uzavírá licenční smlouvu s italským Fiatem, se kterým úzce spolupracuje v letecké výrobě. Jako první se na jaře roku 1931 objevil licenční Fiat 514 alias Walter Bijou (francouzsky klenot). Dlužno poznamenat, že spolupráce s Fiatem byla v těch letech velmi čilá a dá se říci, že vývoj v obou továrnách probíhal souběžně, i když jiné prameny uvádějí, že tyto vozy byly vyráběny především z dovážených dílů. Jeho konstrukční provedení, krásná vnější úprava a bohatá výprava nezůstává v ničem pozadu za velkými vozy, napsal Vilém Heinz-Henry v Národních listech. Avšak ozývaly se i hlasy, které ortodoxní rozvod ventilů SV označovaly v jinonických konstrukcích za krok zpět.

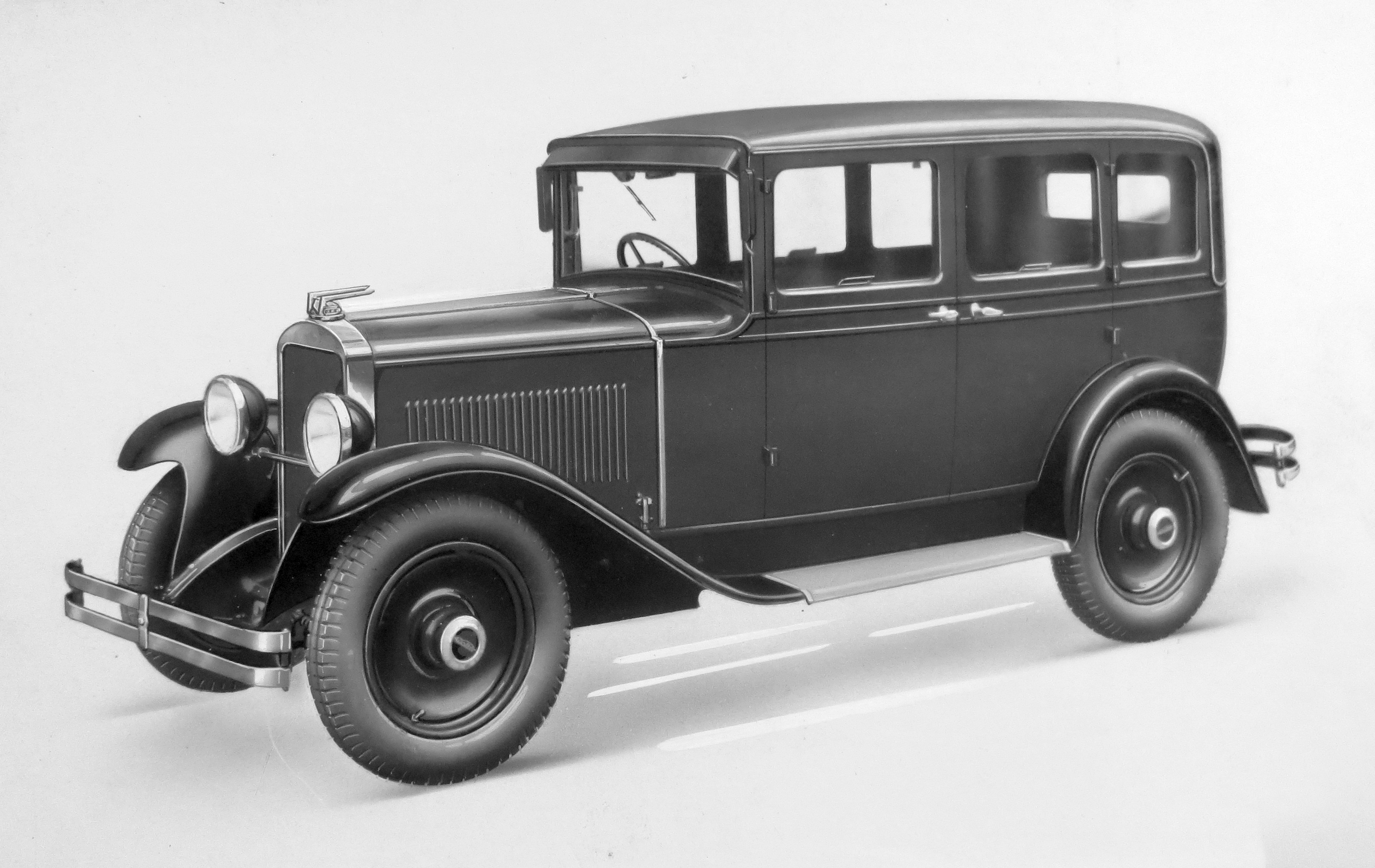
Walter Bijou (1931) limuzína

V důsledku zahájení licenční výroby italských automobilů Fiat jinonickou továrnou Walter a v důsledku nedobrých finančních výsledků se rozhodla turínská společnost uzavřít svoji obchodní organizaci, která byla založena v roce 1925 s majetkem 4,8 mil. korun, na prodej automobilů v Československu, a to i následkem zhoršených hospodářských poměrů. Na podzim roku 1931 byla uzavřena dohoda mezi továrnami Fiat a Walter o částečném převzetí prodejní sítě Fiat v Československu a zvláště o úplném převzetí prodeje náhradních dílů pro všechny automobily Fiat, kterých na počátku 30. let 20. století bylo v ČSR provozováno ca 3000. Walter mj. převzal prodejnu Fiat v pražské ulici Nekázanka 857/2, kde Walter zřídil svoji druhou, pražskou reprezentační prodejnu určenou pro oblast Praha-jih. V současnosti vlastní tuto bývalou prodejnu automobilů ČSOB a má zde pobočku pro firemní bankovnictví.

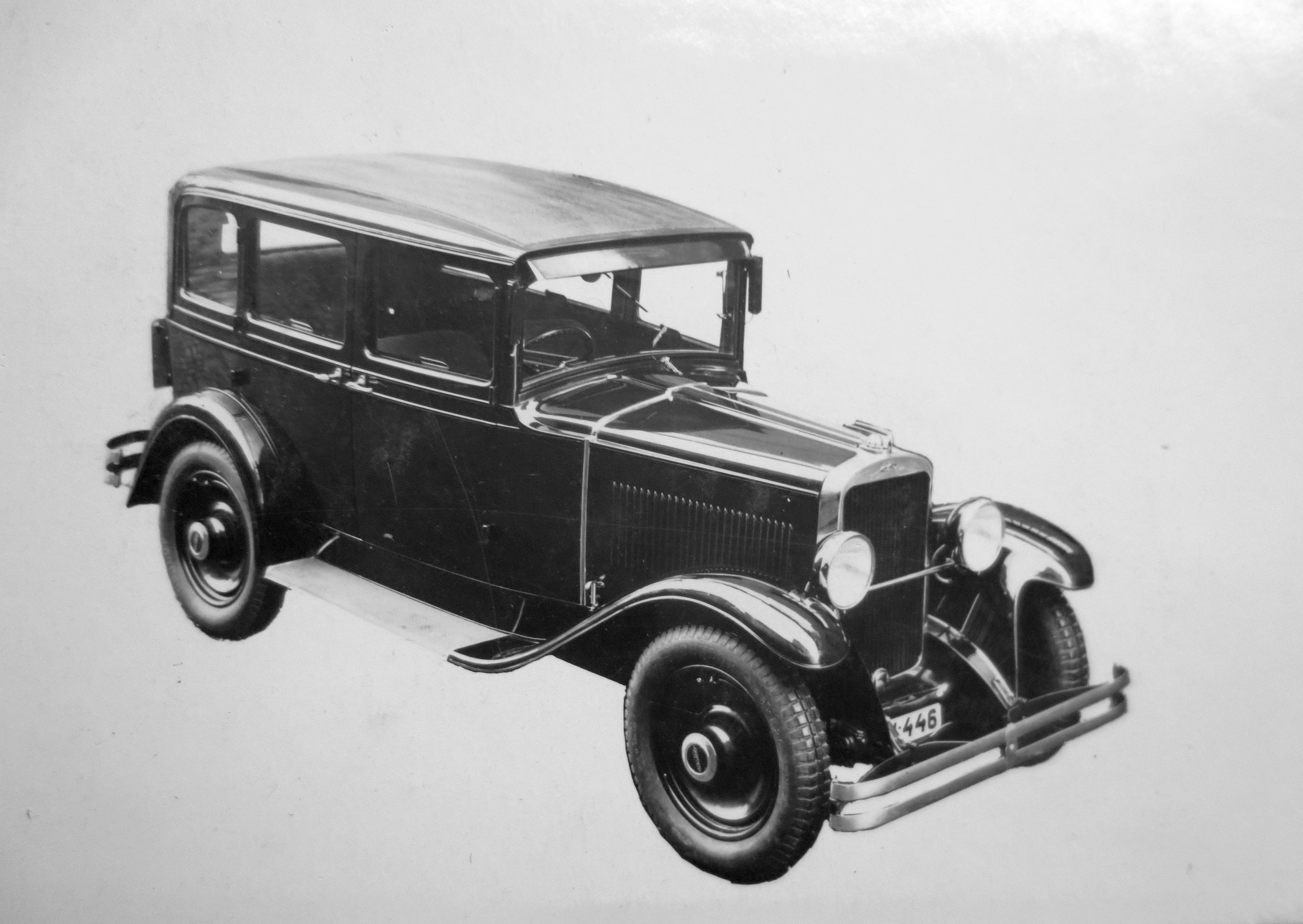
Walter Bijou (1931) limuzína

## Motor
Řadový čtyřválec (4R) o objemu 1438 cm3 (vrtání 67, zdvih 102 mm), dva ventily/válec, bez přeplňování s klasickým řetězovým rozvodem SV podával výkon 32 k/23,5 kW při 3400 ot./min. a stupni komprese 5,9:1. Spalovací prostory v hlavě byly zvláště přesně a pečlivě konstruovány, čímž bylo docíleno velikého výkonu při zcela nepatrné spotřebě paliva. Pod snímatelnou hlavou válců byly písty z hliníkové slitiny s invarovými vložkami. Staticky i dynamicky vyvážený klikový hřídel byl uložen ve třech bohatě dimenzovaných ložiscích. Postranní ventily s náhonem vačkovým hřídelem fungovaly bezhlučně, čehož bylo docíleno zvláštním profilem vaček. Pohon vačkového hřídele rovněž bezhlučný ozubeným řetězem. Mazání motoru pomocí ozubené kolečkové pumpy bylo tlakové, oběžné. Olej procházel čističem deskového tvaru s vyjímatelným sítem.
Přívod paliva k úspornému karburátoru Zenith 26 popř. Solex 26 UAHD byl řešen samospádem z benzinové nádrže, která byla umístěna na příčné stěně v motorovém prostoru a pojala 34 l. Množství benzínu v nádrži ukazoval měřič paliva umístěný na přístrojové desce. Hned pod nádržkou byl na benzinovém vedení lehce přístupný čistič paliva s průhlednou skleněnou nádržkou.
Čtyřstupňová převodovka (4+Z) byla od motoru oddělena suchou, jednolamelovou kotoučovou spojkou. Spojka zaručovala vysokou trvanlivost bez jakékoliv složité obsluhy a usnadňovala svým pozvolným a jemným záběrem změnu rychlostí i méně zkušeným řidičům. Rychlostní skříň byla v celku se spojkou a motorem. Vypínání a zasouvání rychlostí dlouhou centrální pákou bez předlohy bylo snadné a bezhlučné. Velmi přesná ozubená kolečka rychlostí byla broušená. Čtyři rychlosti vpřed a jedna zpáteční umožňovaly ekonomické využití výkonu motoru.
Dynamobateriové zapalování o napětí 6V a kapacitou 112 Ah bylo systému Bosch, později Scintilla. Rozdělovač byl umístěn vertikálně uprostřed na hlavě válců a měl automatické řízení předstihu až do 15° a na dalších 15° ruční doregulování. Vodní chlazení s objemem chladiče 14 l a s nuceným oběhem. Čerpadlo bylo umístěno na hřídeli větráku. Chladič byl voštinový z dvojtrubek a byl opatřen ochrannými žaluziemi.
Při spotřebě benzínu 7-10 l/100 km objem nádrže 34 l (7,5 l rezerva) vystačil při úsporné jízdě na ujetí více než 400 km. Spotřeba oleje 0,25 l/100 km. Maximální rychlost 90 km/h.

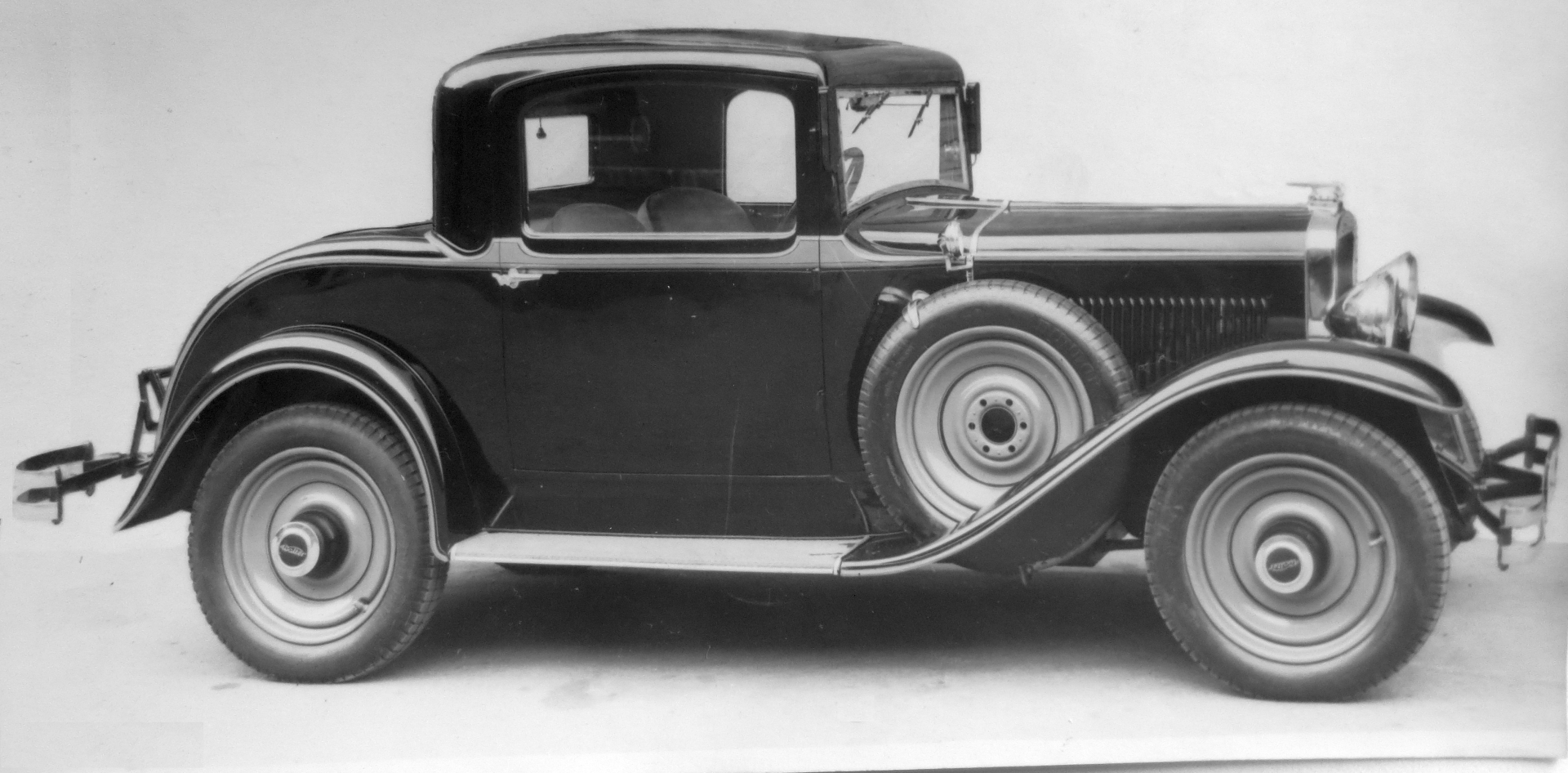
Walter Bijou (1931), dvoudvéřové městské kupé

## Podvozek
Bijou má klasicky střižený podvozek s robustním, obdélníkovým lisovaným rámem s křížovou výztuhou tak, aby vzdoroval spolehlivě největším možným namáháním. Pravostranné, šnekové řízení o velkém převodu umožňuje lehké a jemné ovládání vozu. V pozdějším období bylo řízení změněno na levostranné. Přenos síly na zadní nápravu se prováděl prostřednictvím dutého hřídele, který byl opatřen dvěma křížovými klouby v olejové lázni. Zadní náprava, jejíž převodová kola jsou opatřena spirálním ozubením Gleason, které i v tomto případě zaručuje bezhlučný chod.  Obě zadní kola jsou vyrovnána snadno přístupným diferenciálem. Vozová pera půleliptická vpředu i vzadu jsou opatřena hydraulickými tlumiči. Uložení per je provedeno ve speciálních gumových vložkách „Silencblok“, které mírní tvrdé přenášení nárazů a čepy per nevyžadují vůbec mazání. 
Brzdy jsou mechanické, osvědčené konstrukce. Jak nožní tak ruční brzda působí měkce a progresivně na všechna čtyři kola. Každá brzda má dvě široké, velmi vzdorné čelisti z hliníku v brzdovém bubnu o velikém průměru. Brzdy nekloužou a velká šířka čelistí zaručuje dokonalé chlazení. V důsledku toho brzdění je velmi účinné, rychlé a nenamáhavé. Osmnáctipalcová disková kola z lisovaného ocelového plechu s prohloubeným ráfkem nesla bohatě dimenzované balonové pneumatiky 4,75x18".  Disková kola byla lakována v barvě vozu.
Elektrické osvětlení Bosch o napětí 6V sestává z dynama s regulátorem, elektrického startéru zabírajícího do ozubeného věnce setrvačníku, dvou velkých chromovaných reflektorů pro dálková, klopená a obrysová světla, zadního osvětlení poznávací značky, elektrické houkačky Bosch a elektrických raménkových (ručkových) ukazovatelů směru Bosch.
Kontrolní přístroje jsou montovány v elegantním rámečku na podsvícené přístrojové desce. Jsou to: rychloměr s počítačem kilometrů, olejový manometr, ampérmetr, měřič stavu paliva v nádrži a přepínací skřínky pro světlo a zapalování. Všechny tyto přístroje jsou osvětleny rozptýleným světlem zevnitř desky. Na přístrojové desce byl rovněž umístěn „nastřikovací“ přístroj pro snadné spouštění motoru a ovladače pro vzduch a plyn k obsluze karburátoru. Přední a zadní tyčové nárazníky jsou chromované. K výpravě patří ještě nosič zavazadel, kryty nábojů kol s chromovanými víky, stěrač předního skla, zpětné zrcátko, bohatá souprava nářadí a náhradních dílů. Rezervní kolo bylo zprvu umístěno vzadu na kufru. Později měl Bijou dvě rezervní kola s pneumatikami, která byla umístěna po obou stranách vozu ve vybrání předních blatníků.
Vůz má průměr otáčení jen 9,4 m. Rozchod kol vpředu 1214 mm, vzadu 1220 mm, vzdálenost náprav (rozvor) 2555 mm, hmotnost podvozku 605 kg.

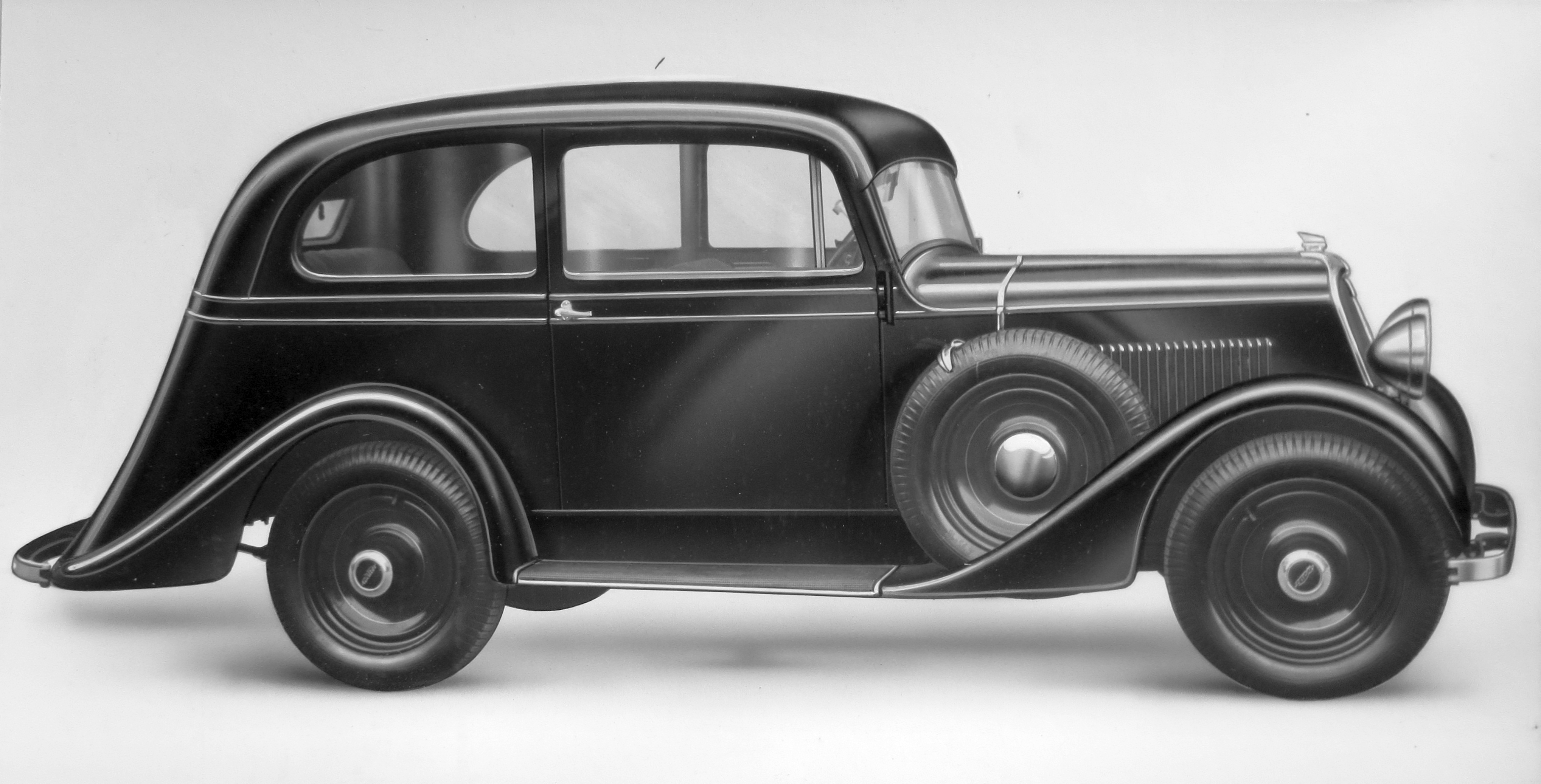
Walter Bijou (1935), tudor

## Karoserie
Při premiéře na XXIII. Mezinárodní výstavě automobilů (1931) v Praze byl na stánku Walter nejpočetněji (6x) zastoupen právě Bijou: sedan – limuzína v jemné červeni a v tradiční černi, cestovní touring, dvoudvéřové městské kupé v diskrétní černé barvě, elegantní tudor-kabriolet a sportovní roadster.
Čtyřdveřová pětimístná limuzína se šesti bočními okny byla dlouhá 3920 mm, široká 1450 mm, vysoká 1660 mm a měla hmotnost 1100 kg. Méně vybavené vozy byly o ca 50 kg lehčí. Čtyřsedadlová limuzína měla sedačky čalouněné a polštářované sametem nebo suknem. Dveře mají široká spouštěcí okna se zdviháním skel na kličku. Opěradla předních sedadel jsou lehce přestavitelná a umožňují snadný přístup. Vůz má nástropní svítilnu, stahovací záclonky a kapsy na dveřích. Sedadlo u řidiče je na ližinách posuvné v podélné ose vozu. Kabriolet má 4 sedadla a kožené čalounění. Skládací střecha byla z nepromokavé látky nebo z umělé kůže a má obal ze stejného materiálu. Po stranách lze ke střeše a karoserii připevnit průhledná okna, na dveřích jsou kapsy jako u limuzíny. Na zadní straně předních sedadel je držadlo na přikrývku.

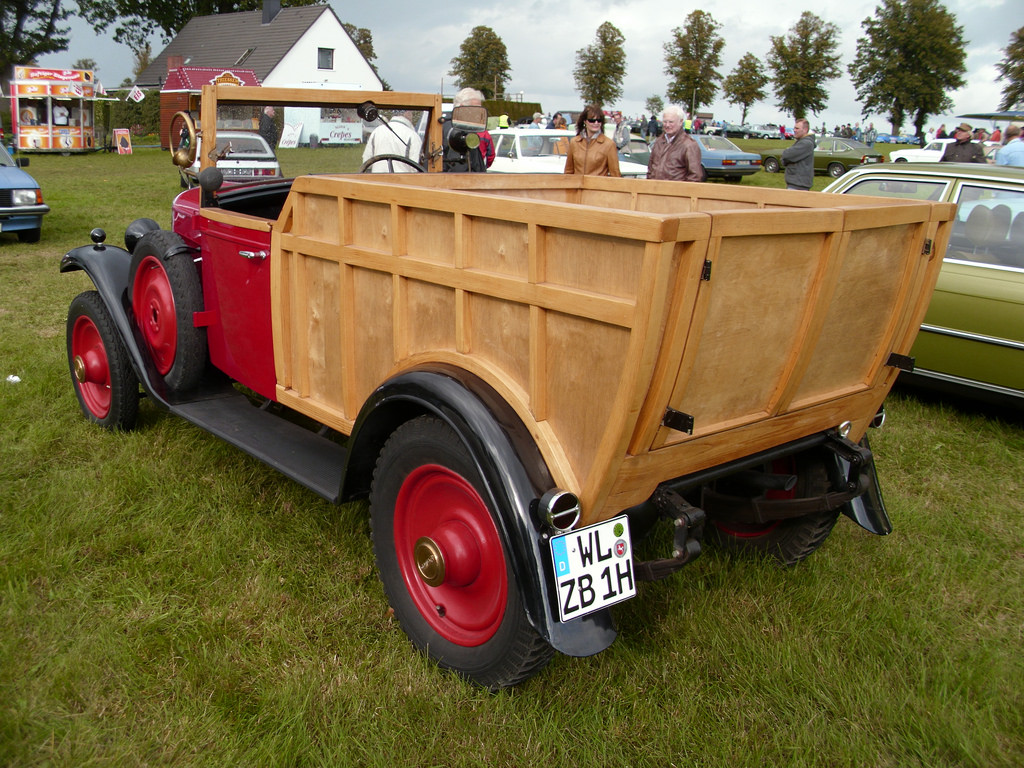
Walter Bijou (1932) valník

V sezoně 1932 výrobce nabízel vozy Bijou s karoseriemi dvoudveřovou a čtyřdveřovou uzavřenou a také jako roadster, kabriolet a podvozek ke karosování. Bijou se dočkal i užitkové verze s dvoumístnou kabinou, továrna jej nabízela coby valníček s užitečnou hmotností 400 kg. Ten se v létě 1932 prodával za 42000 Kč. V roce 1932 byl pouhý podvozek bez karoserie k mání za 39800 Kč, čtyřmístný tudor stál 49800 Kč, čtyřdvéřový sedan se šesti bočními okny 52000 Kč a nejdražší byl dvoudvéřový kabriolet v ceně 62000 Kč. V ceníku pro rok 1935, po zlevnění způsobeném krizí, se uváděl tudor za 34000 Kč a limuzína za 36000 Kč.
V průběhu let (Bijou byl vyráběn až do roku 1935) se měnil i vzhled jednotlivých karoserií, jak dokládá snímek limuzíny z roku 1935. I limuzína (tudor) a kabriolet získaly v těch letech zaoblení, zešikmenou masku chladiče a splývající záď. Tak jako u původních konstrukcí Walter často i karosérii typu Bijou ztvárnily specializované firmy, jako např. Theodor Petera z Vrchlabí.

## Sportovní úspěchy
Tento automobil nebyl pochopitelně předurčen k dobývání vavřínů při závodech do vrchu nebo na okruzích. Jeho nasazení v soutěžích spolehlivosti či ve hvězdicových jízdách spíše sledovalo reklamu a propagaci. 
Walter Bijou a team vozů Super 6 jely v roce 1931 6-etapovou Mezinárodní Alpskou jízdu (30.7.-6.8.). Celková trať měřila 2366 km, bylo překonáno 17 nejvyšších alpských průsmyků (mj. Brenner, Stelvio, Sv. Bernard) a trať vedla přes Německo, Rakousko, Švýcarsko, Itálii a Francii: I. etapa: Mnichov-Innsbruck; II. etapa: Innsbruck-Svatý Mořic; III. etapa: Svatý Mořic-Turín: IV. etapa: Turín-Nizza; V. etapa: Nizza-Ženeva; VI. etapa: Ženeva-Bern. V II. skupině (obsah válců od 1100 do 3000 cm3) soutěž „O pohár ledovců“ dokončila a získala upomínkovou medaili posádka Vítězslav Kumpera st. (prezident a předseda představenstva společnosti Walter) s řidičem G. Čáslavským na voze Walter Bijou (st. č. 45). Team vozů Walter Super 6 soutěž pro havárii jednoho z vozů nedokončil.

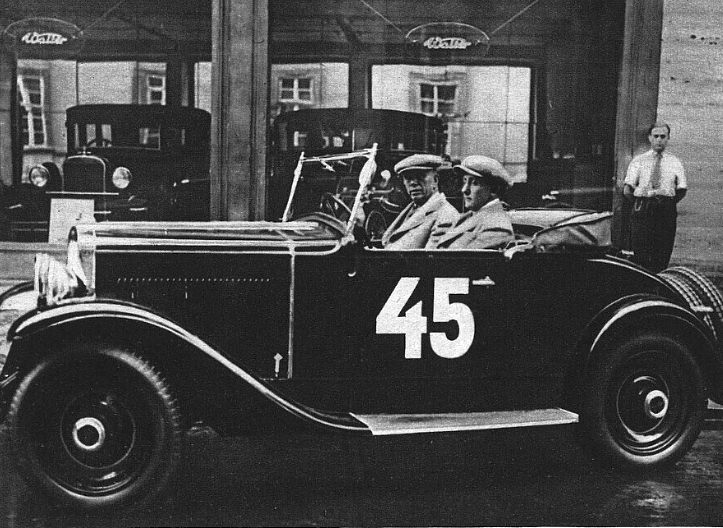
Walter Bijou, posádka G. Čáslavský a V. Kumpera st. (Letem světem, srpen 1931)

Do kategorie jízd můžeme počítat účast tříčlenného továrního týmu ve IV. ročníku soutěže Napříč Šumavou v délce 385 km. K soutěži, která se konala 8. května 1932 pod pořadatelstvím Západočeského autoklubu z Plzně, se přihlásilo 96 posádek, 88 z nich odstartovalo a do cíle dojelo bez trestných bodů 65 posádek. Trať byla vedena po trase Plzeň – Klatovy – Kašperské Hory – Prášily – Nýrsko – Stříbro – Plzeň. Vítěznou pozlacenou plaketu získal i tým Walter Bijou, jehož členy byli jezdci Leo Sabat, J. Ulč a V. Paur. V jednotlivcích byli stříbrnou plaketou ocenění další jezdci na Waltrech Jaroslav Manda a Věra Vlčková.
Na okruhu u Telče se 12. srpna 1934 uskutečnil I. ročník Auto-moto soutěže (Okruh v Telči - Mezi dvěma branami). Závod uspořádaný Autoklubem jihozápadní Moravy se jel na 8 kol (167,2 km), jeden okruh měřil 20,9 km a vedl po trase Telč - Krahulčí - Mrákotín - Olší - Mysletice - Horní Myslová - Telč. V kategorii automobilů se startovalo v časových intervalech a nejednalo se tedy o závod s hromadným startem, ale o soutěžní jízdu na čas, podobnou závodům do vrchu. Závod se jel navíc podle zvláštní formule. Podmínkou bylo, že průměr docílený v celém závodě musí být lepší než průměr dosažený v 1. kole. Taktické tedy bylo nejet 1. kolo co nejrychleji, nýbrž — jak se na turfu říká — zadrženě a ponechat si rezervu rychlosti do dalších kol. To mělo vliv na průměry, a bylo to osudné těm, kteří ihned od startu nasadili ostré tempo, později však na mokré dráze (od 3. kola začalo pršet) museli zpomalit. Ivan Hodáč na Waltru Junior SS docílil sice nejlepšího času dne 2:10:19 hod (průměrná rychlost 82,7 km/h), ale protože průměr jeho celého závodu byl horší než příliš rychle zajeté 1. kolo, nemohl být dle propozic klasifikován. Na stejnou klauzuli, na stejném typu vozu doplatil i B. Fišer z Brna, původně v závodě do 1100 cm³, na 4. místě, avšak i on byl diskvalifikován. Přesto továrna Walter zaznamenala v tomto podniku vítězství. V kategorii do 1500 cm³ na voze Walter Bijou zvítězil soukromý jezdec L. Grus z Mrákotína.

## Technické údaje
Motor a převodovka:
- typ: zážehový, kapalinou chlazený řadový čtyřválec (R4)
- zdvihový objem: 1438 cm3
- vrtání: 67 mm
- zdvih: 102 mm
- rozvod: SV
- karburátor: Zenith 26 nebo Solex 26 UAHD
- zapalování: dynamoakumulátorové Bosch/Scintilla 6V s kapacitou 112 Ah
- výkon: 32 k/23,5 kW při 3400 ot./min
- převodovka: manuální 4+Z

Karoserie a podvozek:
- typy karoserií: sedan – limuzína, kabriolet, kupé, roadster, touring, valník
- rozvor: 2555 mm
- rozchod vpředu: 1214 mm
- rozchod vzadu: 1220 mm
- rozměry vozu: délka 3920 mm, šířka 1450 mm, výška 1660 mm
- pohotovostní hmotnost: 1050 – 1100 kg
- hmotnost podvozku: 605 kg
- brzdy: kapalinové na všechna kola, ruční na zadní kola
- rozměr pneu: 4,75x18"
- spotřeba paliva: 7-10 l/100 km
- max. rychlost: 90 km/h

## Galerie

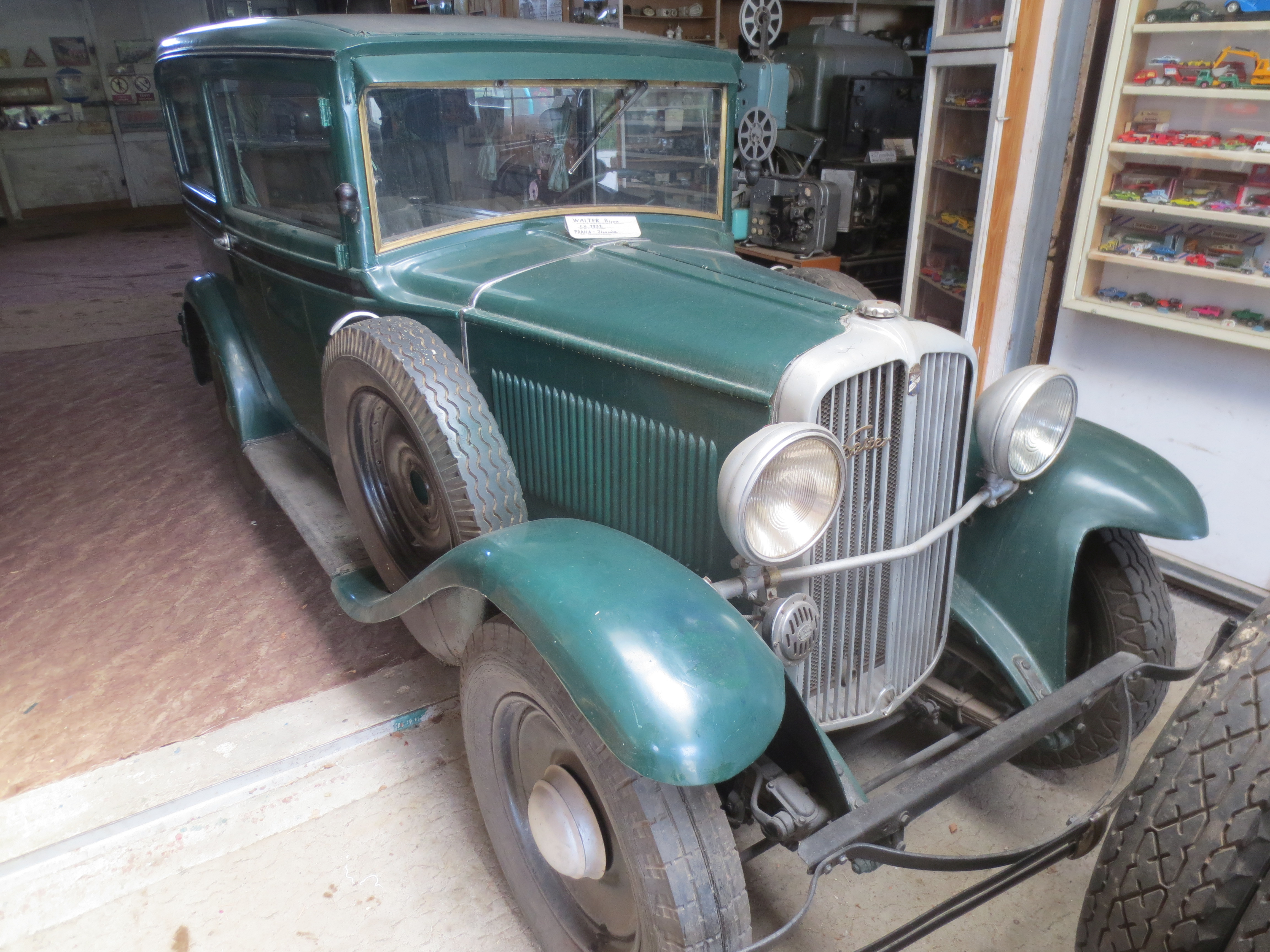
Walter Bijou (1931), Muzeum historických vozidel Pořežany (2020)
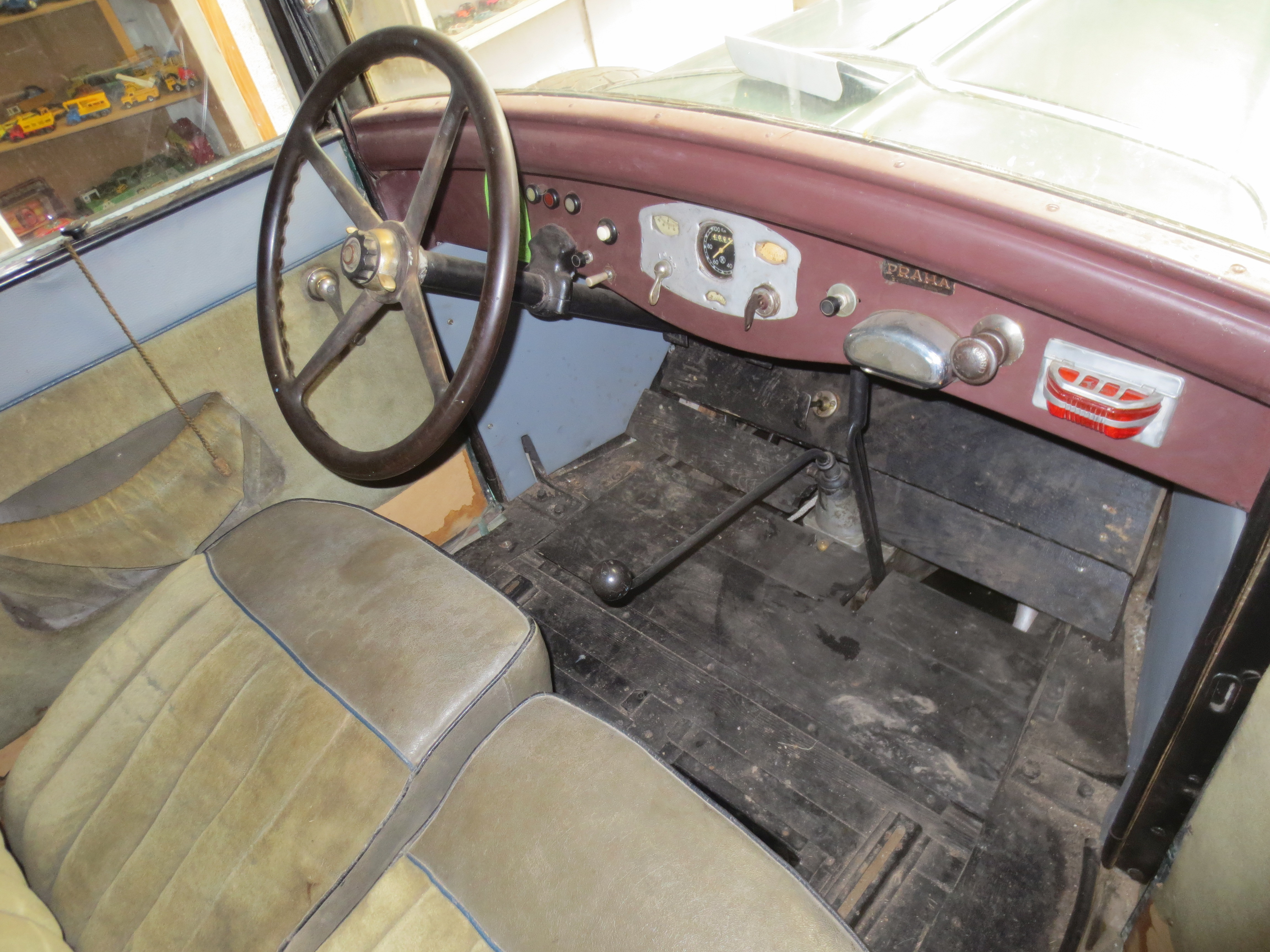
Walter Bijou (1931), interiér automobilu s levostranným řízením (2020)
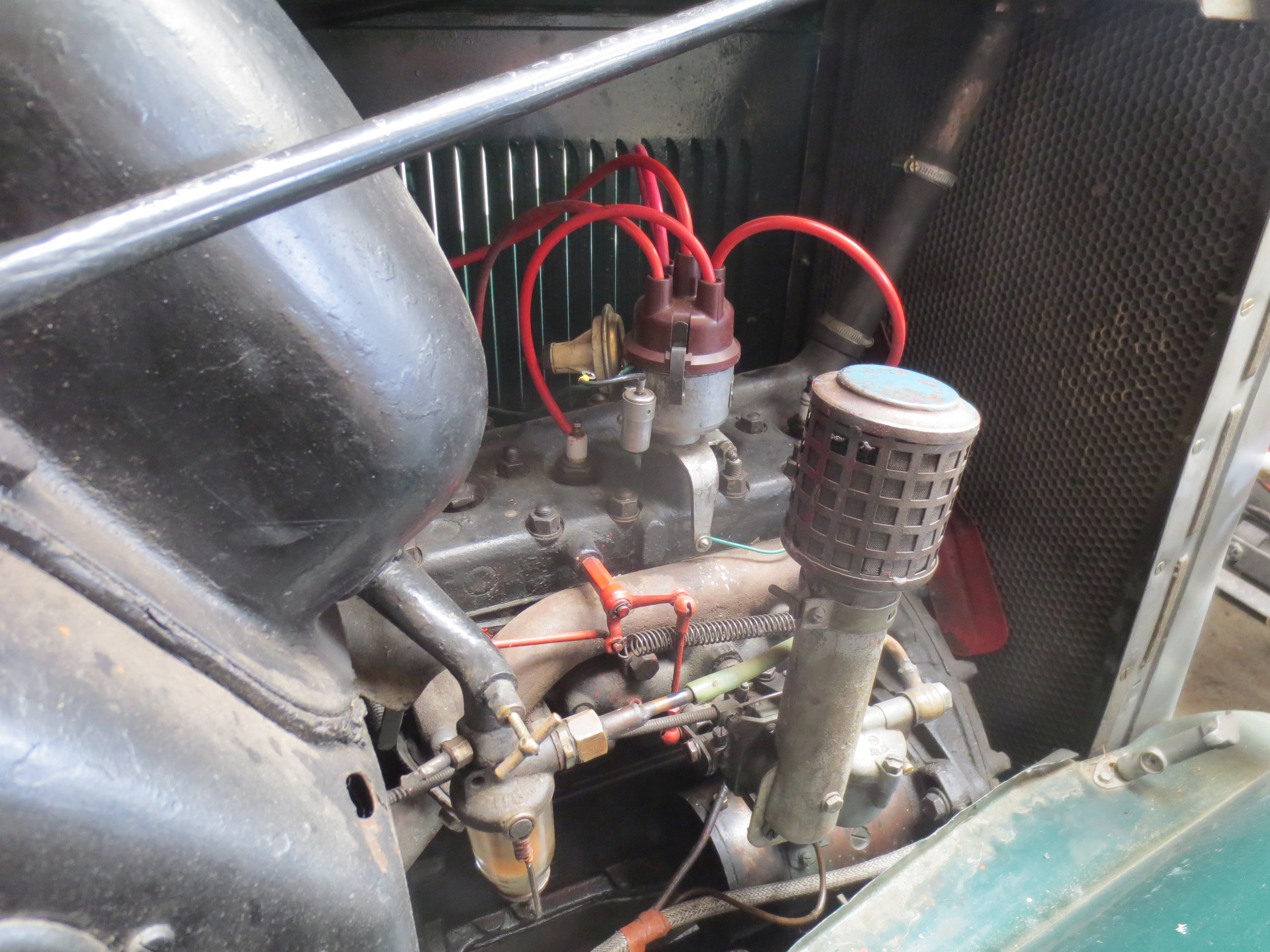
Walter Bijou (1931), motorový prostor (2020)
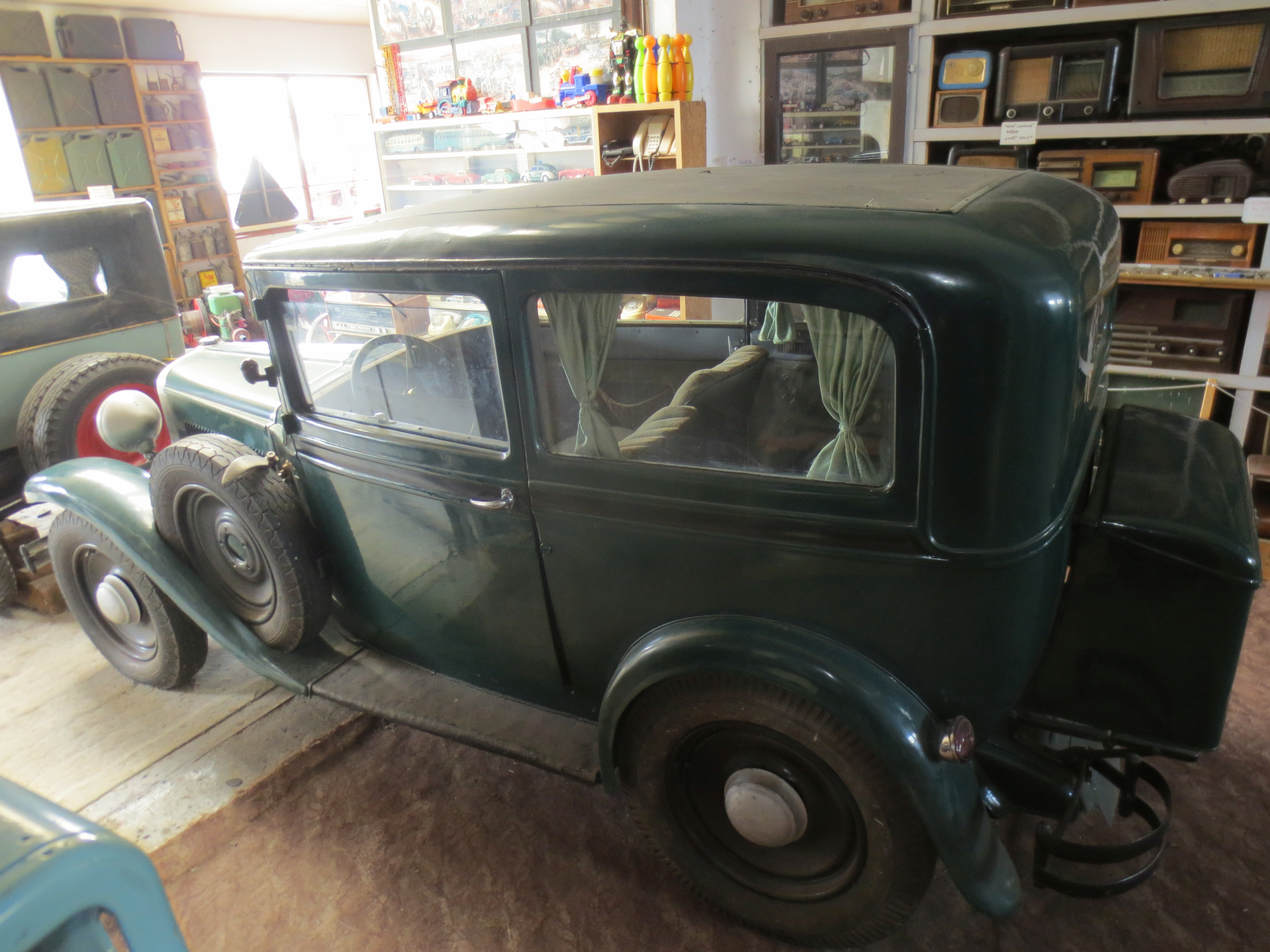
Walter Bijou (1931), se záclonkami zadních sedadel  (2020)
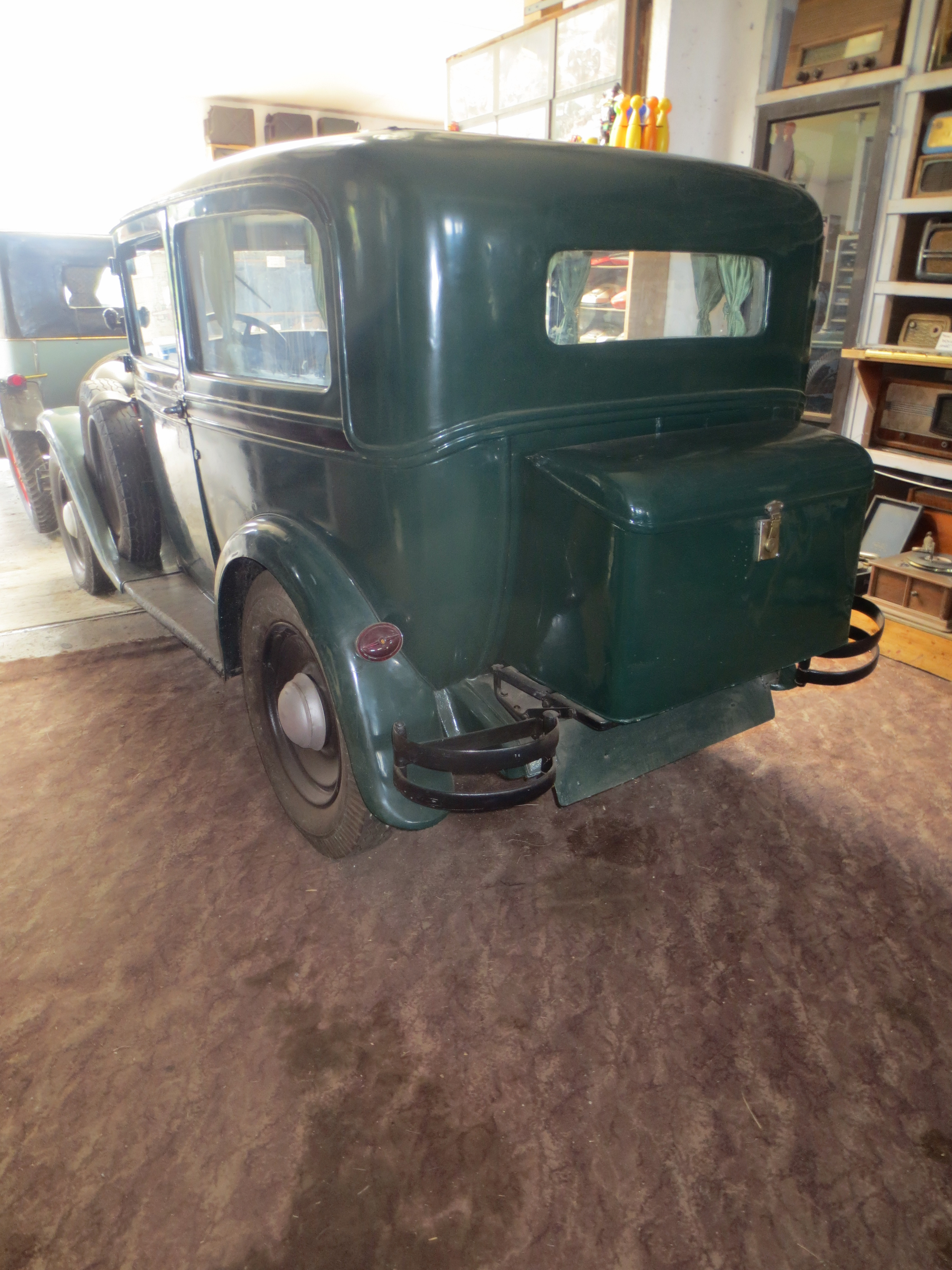
Walter Bijou (1931), dvoudvéřový sedan (2020)